# فرط التغذية
فرط التغذية أو فَرط الأَكل أو الإتخام (بالإنجليزية: Overeating)‏ (بالإنجليزية: Hyperalimentation)‏ هوَ فائض المواد الغذائية المُتعلقة بالطاقة التي يستهلكها الكائِن الحي أو يُخرجها عن طريق عملية الإخراج، مما يؤدي إلى اكتساب وزن زائد وغالباً يؤدي إلى السمنة، ويُعتبر فرط التغذية أحد اضطرابات الأكل. من المُمكن أن يُشير هذا المُصطلح إلى حالات محددة يتم فيها استهلاك المواد الغذائية بشكل مُفرط، مثل استهلاك الطعام بكميات كبيرة أثناء المهرجانات أو العُطل، ومن المُمكن أيضاً أن يَكون فرط التغذية عَرض لاضطراب نهم الطعام أو النهام العصبي، كما أنهُ من الممكن أن يقوم البعض باستهلاك الطعام بكميات كبيرة للتخفيف من نوبات الاكتئاب أو حالات الشعور بالعجز.
يَشمل هذا المُصطلح حالات فرط التغذية الناجمة عن استهلاك الغذاء بواسطة الحُقن الوريدية.

## العلاج
يتم عادةً استخدام العلاج السلوكي المعرفي الفردي أو الجماعي في علاج فرط الأكل وذلك بهدف الحفاظ على عادات سليمة في الأكل أو تغيير طريقة التعامل مع الحالات الصعبة (كالاكتئاب والشعور بالعجز وغيرها). هُناك عدة برامج تُستخدم لِمساعدة وعلاج المُصابين بفرط التغذية، وحسب الدراسات والأبحاث فإنَّ فرط التغذية غالباً يؤدي إلى الإدمان (التعود).

## استخدامه كعلاج
قد يتم استخدام زيادة التغذية كوسيلة علاجية لعلاج الوهن العصبي والسل وأمراض الهزل، وذلك عن طريق الإطعام بالقوة فوق الرغبة الذاتية أو الحاجة العادية للتغذية.

## روابط خارجية
- Overeating على مشروع الدليل المفتوح